# Зоряний вітер

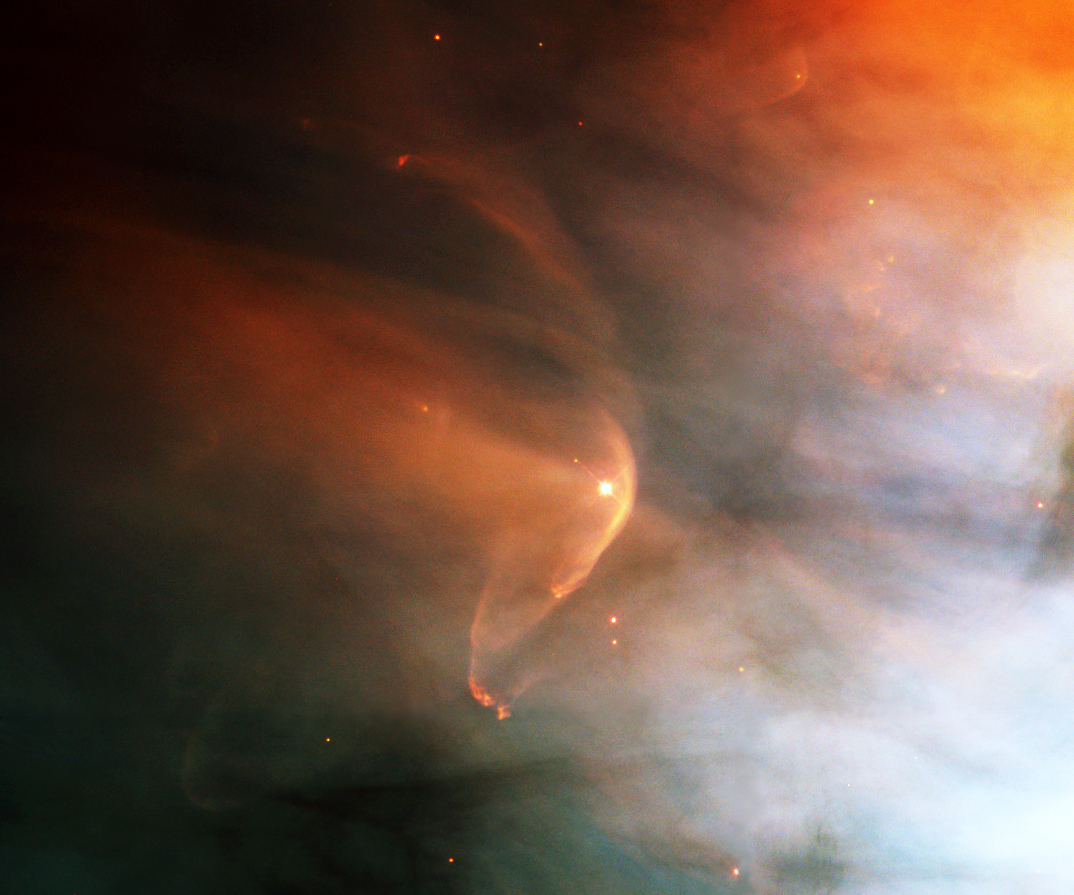
На цьому зображенні показано як зоряний вітер від зорі LL Оріона генерує дугоподібну ударну хвилю (яскрава дуга), коли стикається з матерією, з котрої складається Туманність Оріона.

Зоряний вітер — постійний «витік» газу із зоряних атмосфер, що виносить зоряну речовину до міжзоряного простору зі швидкостями в сотні або навіть в тисячі км/с.
Найважливіші характеристики зоряного вітру:
- швидкість (V)
- темп втрати маси ({\displaystyle {\dot {M}}}), зазвичай вимірюється у масах Сонця (M☉).

Зоряний вітер наявний у зір всіх спектральних класів, але найсильніший він у гарячих масивних зір. Потік речовини, що втрачається світилом у вигляді зоряного вітру, може досягати 10−5 M☉/рік (у масивних зір типу Вольфа — Рає), але у звичайних зір він значно менший; наприклад, у Сонця лише близько 10−14 M☉/рік, а його швидкість в околиці Землі — близько 400 км/с. Для більшості зір втрата маси через зоряний вітер за весь час їх існування незначна. Зоряний вітер Сонця називається сонячним вітром.
У гарячих зір спектральних класів O та B зоряний вітер було виявлено за доплерівським розширенням спектральних ліній в ультрафіолетовій ділянці спектра, у зір типу Вольфа — Рає і Т Тельця — за лініями оптичного діапазону. Зоряний вітер утворює навколо порівняно холодної зірки гарячу корону, подібну до сонячної корони. Наявність гарячих корон у зір пізніх спектральних класів було передбачено на основі моделі зір із конвективною оболонкою. Рентгенівський телескоп супутника HEAO-2 (США, 1978) дав змогу виявити корони цих зір за їхнім рентгенівським випромінюванням.
У гарячих зір з ефективною температурою близько 30 000 К причиною витікання є тиск випромінювання, частота якого відповідає частотам потужних спектральних ліній. Фотони з частотами, близькими до частот резонансних ліній іонів зоряних атмосфер, мають значний перетин взаємодії з речовиною. Іони C, N, О та інші поглинають випромінювання зірки на відповідних резонансних частотах. У результаті вони отримують імпульс, спрямований від зорі. Зіткнення іонів швидко розподіляють цей імпульс серед усієї оточуючої речовини, і починається витікання. Речовина зоряного вітру прискорюється до швидкостей приблизно 1—2 тис. км/с, але майже не нагрівається, тому температура його має бути близькою до температури фотосфери. Проте рентгенівські спостереження гарячих зір показали наявність випромінювання, тепловий спектр якого відповідає приблизно 5 млн К ефективної температури. Таку високу температуру зоряного вітру можна пояснити існуванням тонкого гарячого шару поблизу поверхні зірки, що нагрівається механічними хвилями, які виникають у процесі коливань зорі в цілому. Якщо зоря має потужне магнітне поле, то в її магнітосфері можуть розвиватися також різні магнітогідродинамічні та кінетичні нестійкості, які призводять до появи гарячих ділянок у порівняно холодному зоряному вітрі. Втрати маси через зоряний вітер у гарячих зір становлять 10−6—10−7 M☉ на рік.
У зір із низькою температурою поверхні (близько 6000 К) наявність гарячої (106 — 5 × 106 К витікаючої корони пов'язано з існуванням в оболонках цих зір конвективних рухів, які є джерелом хвиль різного типу. Хвилі рухаються до атмосфери зорі і несуть механічну та магнітну енергію. Енергія хвиль, що рухаються назовні, через дисипацію перетворюється на тепло. Це підтримує високу температуру корони, яка розширюється. Нагрівання корони тісно пов'язано з магнітним полем зірки. За наявності магнітного поля генеруються магнітогідродинамічні хвилі. Поширення хвиль в атмосфері зорі в напрямку зменшення густини речовини призводить до збільшення амплітуди слабкої спочатку хвилі, яка перетворюється на ударну хвилю, дисипація якої надзвичайно сильна. Як випливає зі спостережень корони Сонця, джерела нагрівання в ній наявні аж до відстаней близько п'яти радіусів Сонця. Найслабше загасають хвилі альвенівського типу, які прогрівають віддалені від зорі частини корони. Крім генерації хвиль конвективні рухи призводять до посилення й закручування магнітного поля, яке виходить у корону. При цьому розвиваються явища, що призводять до виділення енергії магнітного поля (сонячні спалахи) і нагрівання близьких до фотосфери областей корони. Швидкість витікання речовини зір типу Сонця становить близько 400 км/с. У зір, холодніших за Сонце, конвективні рухи інтенсивніші й корона виявляється потужнішою. У молодих зір, що стискаються (типу Т Тельця), втрата маси шляхом розширення корони становить близько 10−6 M☉ на рік (для Сонця ця величина становить близько 10−14 M☉ на рік). Швидкість витікання у молодих зір може бути дещо меншою (близько 200 км/с).
У зоряному вітрі відбувається гідродинамічне прискорення речовини, під час якого енергія теплового руху часток гарячого газу перетворюється на енергію спрямованого витікання. Вплив радіаційного тиску, який у гарячих зір домінує, а також додаткове нагрівання на початковій ділянці витоку є факторами, що сприяють прискоренню. Зі зростанням швидкості й величини потоку питома енергія спрямованого руху {\displaystyle v^{2}/2} досягає питомої енергії хаотичного (теплового) руху часток газу {\displaystyle 3R_{0}T/2\mu }. Потік сягає так званої звукової точки, коли швидкість потоку v порівняна зі швидкістю поширення в ньому малих збурень, тобто швидкістю звуку:
{\displaystyle V={\sqrt {\gamma R_{0}T/\mu }}},
де {\displaystyle \gamma } — показник адіабати (5/3 — для одноатомного газу).
Для рівнянь газодинаміки, що описують характер плину зоряного вітру, звукова точка є особливою: зміна швидкості з V < Vзв до V > Vзв накладає обмеження на параметри потоку. Ці обмеження властиві всім газодинамічним потокам. Наприклад, під час прискорення потоку газу в трубі (сопла Лаваля) точка, де досягається швидкість звуку, розташована в найвужчому місці труби-сопла. Для зоряного вітру в гравітаційному полі зорі, як випливає з рівнянь, звукова точка перебуває на відстані {\displaystyle r_{k}=G{\mathfrak {M}}/2v_{k}^{2}} від центра зорі (V = {\displaystyle v_{k}} = Vзв, G — гравітаційна стала).
Як доводять спостереження, вдалині від зорі потік плазми стає надзвуковим. Для переходу дозвукової течії (V < Vзв) у надзвукову (V > Vзв) потрібні особливі початкові умови. Тільки одне значення швидкості V0 = V0k приводить до досягнення швидкості звуку й подальшого зростання швидкості в потоці, що прискорюється. Саме така течія й реалізується. Пояснити це можна тим, що при {\displaystyle v_{0}\neq v_{0k}} перехід через швидкість звуку відбувається в умовах нестаціонарної течії, а збурення, що розповсюджуються в нестаціонарному потоці від звукової точки до початкової, призводять до того, що при r = r0 встановлюється швидкість V0 = V0k. Це обумовлено стійкістю такого режиму течії.
Відстань критичної точки від зорі (rk) визначається температурою корони TK і масою зорі:
{\displaystyle r_{k}={\frac {G{\mathfrak {M}}}{2v_{k}^{2}}}=2,5R_{\bigodot }\left({\frac {2*10^{6}}{T_{k}}}\right)\left({\frac {\mathfrak {M}}{{\mathfrak {M}}_{\bigodot }}}\right)}
У зоряному вітрі зір із масою, близькою до маси Сонця, критична точка розташована на відстані {\displaystyle r_{k}=(3-5)R_{\bigodot }}, у гарячих масивних зір {\displaystyle r_{k}\approx 100R_{\bigodot }}. Далеко від зорі при {\displaystyle r\gg r_{k}} швидкість зоряного вітру приблизно постійна й густина речовини (ρ) у стаціонарному потоці спадає як 1/r². Зоряний вітер видовжує магнітне поле зорі, яке, за наявності обертання, утворює форму слабо закрученої спіралі. При цьому напруженість поля H ~ 1/r², а його енергія H² ~ 1/r4, тобто вона швидко зменшується й на рух газу зворотного впливу не має. Коли динамічний тиск зоряного вітру (ρV²) зрівнюється з тиском міжзоряного газу, потік різко гальмується. При цьому утворюються ударна хвиля й тонкий ущільнений граничний шар. Потужний зоряний вітер може створювати навколо зірки високотемпературну зону з невеликою густиною газу.